# ヤン・ソーデック

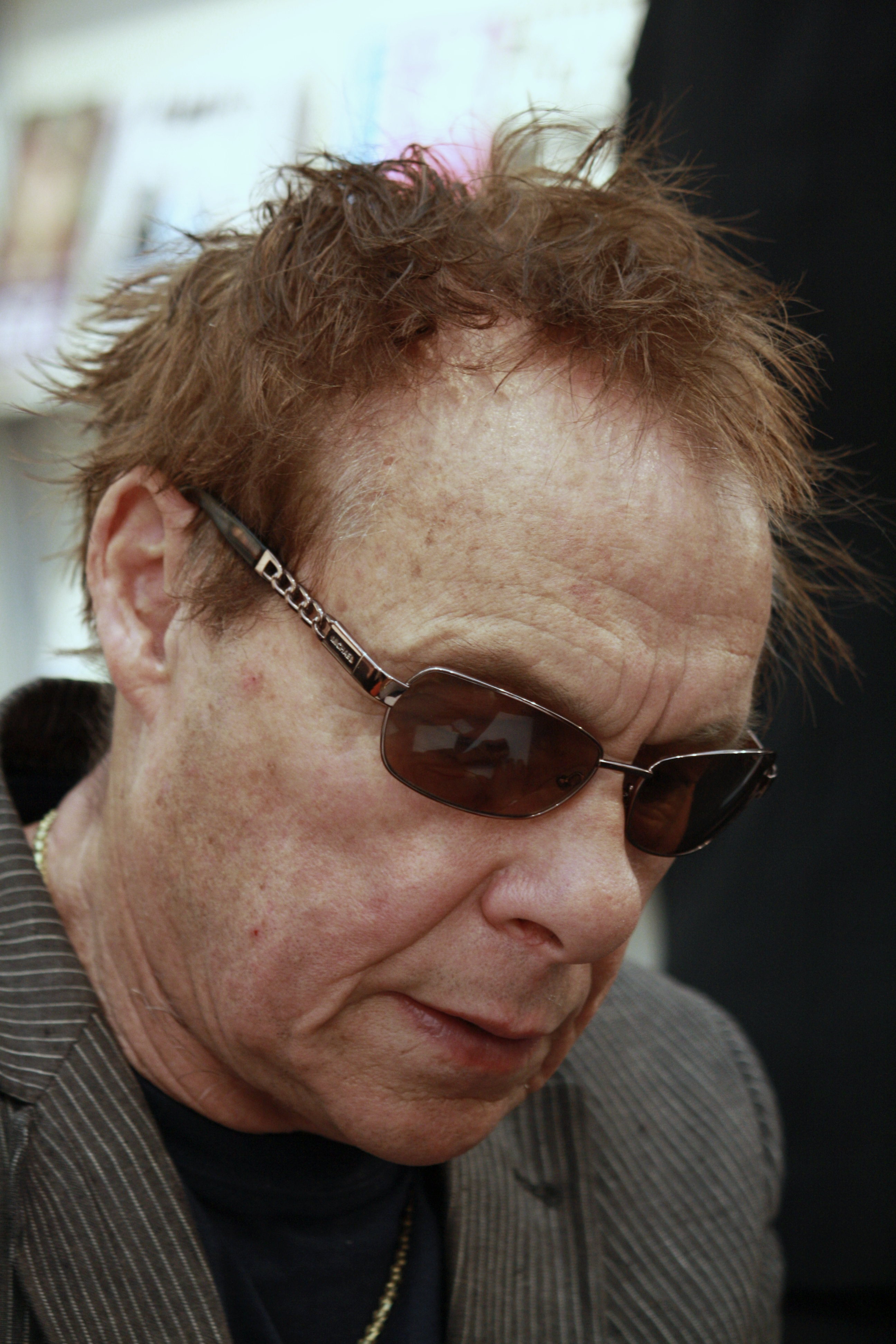
ヤン・ソーデック

ヤン・ソーデック（またはヤン・サウデック、ヤン・ソウデック、Jan Saudek、1935年5月13日 - ）は、チェコの写真家。

## 経歴
プラハ出身。ソーデックの父親グスタフ（Gustav Saudek）はユダヤ人だったため、家族はドイツ人によって迫害を受けた。第二次世界大戦中は、家族の多くがテレージエンシュタット強制収容所で殺された。ソーデックは兄弟のカレルとポーランド国境に近い子供のための収容所に入れられた。兄弟は戦争を生き延び、ソーデックは1950年から印刷屋として働き出した。兵役後の1963年、ソーデックはエドワード・スタイケンの「ファミリー・オブ・マン」展に触発されて、芸術写真家になることを決意した。1969年にアメリカ合衆国に旅した時、キュレーターのヒュー・エドワーズ（Hugh Edwards）の励ましを受けた。
プラハに戻ったソーデックのテーマは「個人のエロスの自由」に向かい、堕落と純潔のさりげない政治的象徴を使うようになったので、秘密警察の監視を逃れるため、地下室でこっそり仕事をせざるを得なくなった。1970年代後半から、ソーデックは次第に西側にチェコの代表的な写真家として知られるようになり、チェコ国内の写真家の間でも支持者を増やした。1983年、ソーデックの最初の写真集が英語圏諸国で出版された。1984年、共産党政府がソーデックの工場労働を免除し、芸術家としての労働許可証を与えた。1987年、警察がネガを没収するが、後に返還された。
ソーデックは現在もプラハで暮らし、作品をとり続けている。兄弟のカレル・ソーデック（Karel "Kája " Saudek）はチェコの有名なグラフィックノベル作家である。

## 作品
ソーデックの作品でとくに有名なものは、19世紀中頃のポルノグラフィック写真家たちの活人画、画家バルテュスの絵、ベルナール・フォコン（Bernard Faucon）の写真を思わせる、むきだしの石膏壁あるいは背景幕（曇った空、プラハのカレル橋といった要素が何度も再使用されている）で創られた絵画的な無幻世界の中にいる裸もしくは半裸の人物の着色肖像写真である。初期の作品は子供時代を喚起するものだったが、後には子供から大人に移った（数年かけて同じ構図・ポーズ・テーマで再撮影した）。宗教的なモチーフや男女間の不明瞭さもまたソーデックが繰り返し提示するテーマだった。1990年代にはソーデックの写真は西側諸国の検閲の対象となっていた。
ヤン・ソーデックの写真は西側のポピュラー・カルチャーでも使われ、例としてザ・ビューティフル・サウスの『ウェルカム・トゥ・ザ・ビューティフル・サウス（Welcome to the Beautiful South）』、ソウル・アサイラムの『Grave Dancers Union』、ダニエル・ラノワの『フォー・ザ・ビューティ・オブ・ウィノナ』といったアルバムのジャケットが挙げられる。

## 著作
- Jan Saudek (1998, Taschen) ISBN 3-8228-7916-9
- Pouta lásky (Chains of Love). [Saudek.com] ISBN 80-239-8225-7
- Saudek. Prague: Slovart. ISBN 80-7209-727-X
- Saudek, Jan: Ženatý, svobodný, rozvedený, vdovec. Prague: Slovart, 2000. ISBN 80-7209-701-6
- Saudek, Jan: Národní divadlo 2006/07. National Theatre 2006/07 Season. Prague: Národní divadlo, 2007. ISBN 978-80-7258-019-4

## 映画
- Jan Saudek: Prague Printemps (1990). (26-minute film by Jerome de Missolz about Saudek).
- Jan Saudek: Bound by Passion (2008). (Feature Length film by Adolf Zika about Jan Saudek).